# 汇臻路站
汇臻路站位于中华人民共和国上海市闵行区汇臻路与鲁南路交叉口，是上海地铁浦江线的旅客捷運系統车站。于2018年3月31日啟用。

## 車站構造

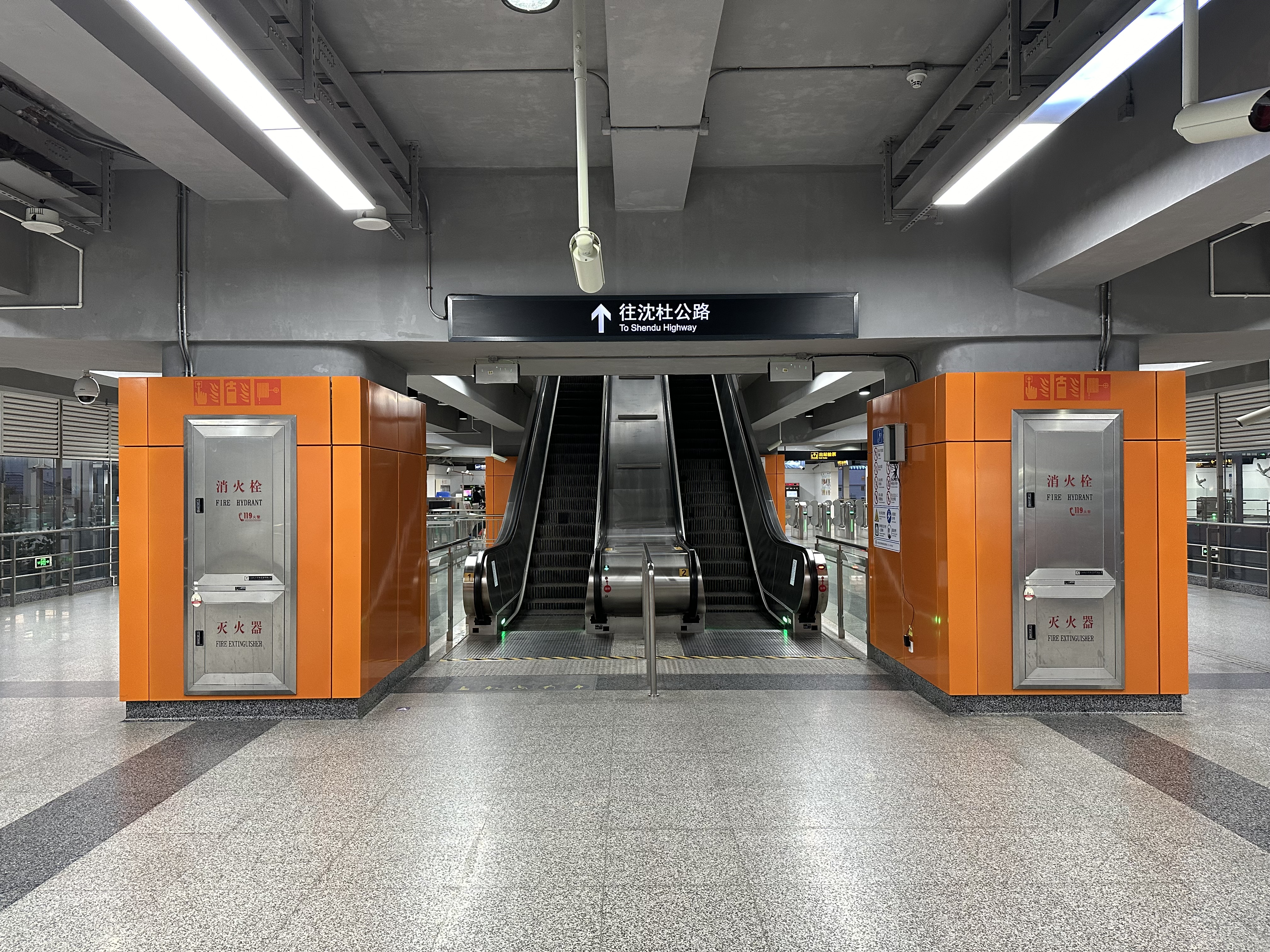
站厅

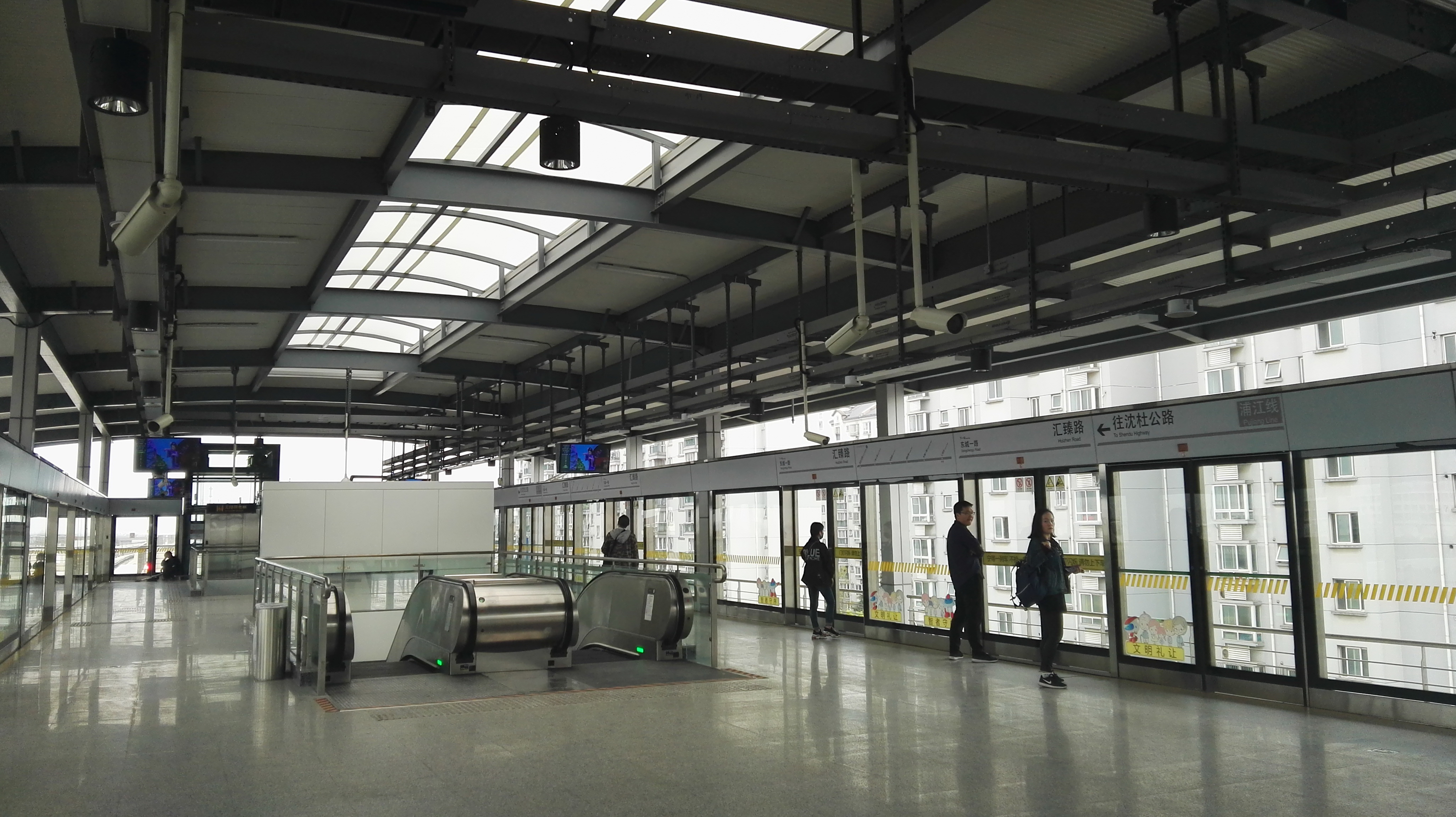
车站站台

### 车站楼层
島式月台1面2線高架車站，站后一对交叉渡线。
| 地上三层 |                    | █ 浦江线 终点站 落客站台         |  |  |
|          | 岛式站台，左侧开门 |                                  |  |  |
|          |                    | █ 浦江线 往沈杜公路（东城一路）  |  |  |
| 地上二层 | 站厅               | 票务服务、自动售票机、人工服务台 |  |  |
| 地面层   | 出入口             | 1-2出入口                        |  |  |

## 車站出口
汇臻路站共有2个出入口，各出入口如下所示：
| 出口编号            | 出口指示       | 照片 |
| ------------------- | -------------- | ---- |
| 1 · 出口 · （设有） | 汇臻路，鲁南路 |      |
| 2 · 出口 · （设有） | 汇臻路，鲁南路 |      |
| 图例： 设有         |                |      |

## 接驳公交
| 鲁南路汇臻路 | 鲁南路汇臻路 | 鲁南路汇臻路 | 鲁南路汇臻路   | 鲁南路汇臻路         |
| 编号         | 路线         | 路线         | 路线           | 备注                 |
| ------------ | ------------ | ------------ | -------------- | -------------------- |
| 浦江7路      | 新风生态园   | ⇆            | 金闸路永丰村   |                      |
| 浦江19路     | 胜秀路永恩路 | ⇆            | 汇东村         | 原浦江16路区间       |
| 浦江19路B线  | 鲁康路永高路 | ⇆            | 召楼路闵驰一路 |                      |
| 闵行32路     | 鲁南路汇臻路 | ⇆            | 莲花南路永德路 | 经由闵浦大桥过黄浦江 |

## 事故
2019年4月9日下午2时，受强对流天气影响，浦江线汇臻路站站外区间设备遭到雷击，造成该站道岔故障，并伴有异响、烟雾及火花现象。事发时现场无列车通行，未造成人员受伤。浦江线的列车服务亦因此受到影响，事发后列车限速运行，发车班次间隔延长至15分钟。事发后，运营单位迅速启动应急预案，通过调整运营交路确保列车的正常运营。下午2时37分，上海地铁官方微博发布消息称此次故障已经排除，全线运营已恢复正常。